# Ahron Daum
Ahron Daum (Bnei Brak, 6 gennaio 1951 – Anversa, 27 giugno 2018) è stato un rabbino israeliano, rabbino capo di Francoforte sul Meno.

## Biografia
Ahron Daum è nato il 6 gennaio 1951 a Bnei Brak, in Israele, in una famiglia religiosa ashkenazita. Suo padre, Schmuel Daum, noto educatore, scrittore nonché significativa figura collettiva, proveniva da una famiglia rabbinica di spicco di Polonia e Boemia. Sua madre, Rivka Gina Daum, proveniva da una ricca famiglia di commercianti di Sopron, in Ungheria. Ha tre fratelli più giovani. La sua profonda formazione religiosa ha inizio all'età di 13 anni presso la famosa “Ruzhin” Yeshiva chassidica lituana a Bnei Brak. A 14 anni parte per il Regno Unito, dove continua i propri studi presso la Yeshiva Ha-Rama e successivamente passa alla celebre Yeshiva Etz Chaim sionista a Montreux, in Svizzera. Nel 1975, dopo aver conseguito il diploma di laurea in Svizzera, prosegue gli studi presso il Jews' College, Università di Londra, dove consegue la laurea di primo livello in Studi Ebraici (con lode). Nel 1978 frequenta il seminario teologico Rabbi Isaac Elchanan Theological Seminary (RIETS '82) della Yeshiva, New York, dove consegue la laurea di secondo livello in Studi Biblici (con lode) e riceve la propria ordinazione rabbinica personalmente firmata e consegnata dal Professor Rabbino Joseph Soloveitchik. Dopo aver declinato l'offerta di continuare i propri studi per conseguire il titolo di Dayan, torna in Europa dove si sposa con Francine Frenkel e ha tre figlie. Parla ebraico, inglese, tedesco, francese, olandese e yiddish, oltre ad avere una conoscenza passiva di aramaico e latino.

### Carriera rabbinica
Nel 1982 inizia la propria carriera rabbinica in Svizzera, in qualità di Rabbino comunitario, presso la città di Biel, caratterizzata dal bilinguismo francese/tedesco. Lascia la propria carica nel 1986 per diventare un accademico dottorale presso il Christlich-Jüdische Institut di Lucerna, affiliato alla Facoltà teologica dell'Università di Lucerna, Svizzera. Nel 1987 accetta il titolo di rabbino capo della comunità ebraica di Francoforte sul Meno, Germania, all'epoca la comunità ebraica più grande e prestigiosa della Germania occidentale. Il periodo in cui è in carica come rabbino capo di Francoforte sul Meno vede un'imponente ondata di immigrazione russo-ebraica dall'ex Unione Sovietica verso Francoforte sul Meno. Il primo sostegno per queste persone, che per lo più versano in condizioni economiche incerte, consiste nella relativa integrazione presso la comunità ebraica. La principale priorità politica del rabbino Daum è infatti quella di integrare queste genti, lontane dalla principale corrente giudaica da oltre 90 anni. L'integrazione di tali persone risulta spesso complessa, data la poca attenzione e il poco impegno prestati dall'Unione Sovietica nel rafforzare la propria identità ebraica, con conseguenti grosse difficoltà nel riconoscere lo status ebraico degli stessi. Alcune di esse si dimostrano assolutamente indifferenti e apatiche nei confronti della vita ebraica nel suo insieme. Il principale obiettivo in quanto rabbino di Francoforte sul Meno consiste nel risolvere questa delicata situazione, in particolare lo status ebraico dei nuovi arrivati dall'Unione Sovietica.
Il Rabbino Daum rappresenta inoltre la forza motrice della comunità ebraica e prevede attività culturali e religiose per i suoi nuovi membri. Organizza giornate dedicate alla cultura ebraica, come Musica ebraica (Klezmer) ecc. ed invita oratori specializzati in questioni religiose per le persone in arrivo dall'ex Unione Sovietica. Organizza inoltre tour culturali in luoghi di grande valore storico ebraico, come Worms, Magonza e Michelstadt. Il rabbino Ahron Daum, nei suoi 5 anni di servizio presso la comunità di Francoforte sul Meno, è l'unico vero e proprio attivista. Si impegna a rispettare i propri obblighi e doveri per una comunità di più di 5000-7000 anime. Si occupa di tutti i servizi durante lo Shabbat e i vari festival organizzati e pronuncia sermoni carichi di significato, trasmettendo messaggi moderni in perfetto tedesco. Dà lezioni di Pentateuco durante lo Shabbat e i giorni della settimana ai membri della comunità. Visita regolarmente le quattro sinagoghe attive nonché le due case antiche prima delle occasioni speciali, durante lo Chanukkah e prima di Pesach. Partecipa ad ogni funerale e ad ogni visita Shiva, indipendentemente dallo status della o del trapassato, conosciuto o sconosciuto, ricco o povero. Supervisiona la Kashrut delle istituzioni comunitarie, come ristoranti, macellerie, pasti kasher per Lufthansa e funzioni occasionali, es. Bar-and Bat Mitzvah e matrimoni presso grandi hotel. La priorità principale del rabbino Daum, all'inizio della propria occupazione presso la comunità ebraica di Francoforte sul Meno consiste nell'assicurare il rinnovamento della mikvah secondo le più alte leggi Halacha. Fa venire da Londra, a proprie spese, il rabbino Meir Posen, poi la più alta autorità dell'Halacha per parlare della costruzione delle mikvah in Europa e testimoniare la Kashrut della mikvah a Francoforte.
Organizza e gestisce il festival collettivo Passover Seder con oltre 350 partecipanti e si occupa altresì dell'organizzazione di un Sukkot per i membri della comunità nel Sukkot collettivo, a cui invita ciascuno di questi ultimi alla tavola dello Shabbat a proprie spese. La maggior parte degli invitati proviene dalla zona periferica e tra essi si contano numerosi immigrati dall'ex Unione Sovietica, studenti, vedove e persone prive di una famiglia.
Con suo padre Shmuel Daum, infine, organizza una minyan per i giovani durante il Kabbalat Shabbat presso la Sinagoga Baumweg. Durante la propria attività a Francoforte, il rabbino Daum riveste anche il ruolo di presidente del Beth Din di Francoforte. In quanto tale, opera attivamente per Giyurim, Kashrut, Din Torah e addirittura divorzi religiosi (Gittin). Il rabbino Daum vanta una lunga esperienza in termini di Giyur e conosce molto bene il tribunale rabbinico religioso (Beth Din). In qualità di insegnante e tutore (che opera da più di 15 anni nel settore), prepara coloro che desiderano convertirsi all'ebraismo così da poter diventare Giyurim riconosciuti dall'Halakhah. Nel 1994, per problemi familiari, si dimette dalla propria carica di Rabbino capo e si trasferisce a Anversa, in Belgio, dove vive ancora la maggior parte della famiglia. Qui inizia ad insegnare giudaismo ed ebraico nella scuola statale e in altri istituti. Nel 1995 diventa docente di diritto ebraico presso la Facoltà di Religione Comparativa a Wilrijk (Anversa), in Belgio. Come riconoscimento per la propria attività di insegnante e i lavori pubblicati sulla Halakhah, la Facoltà lo insignisce del titolo di professore Honoris Causa in diritto ebraico. Dal 2001, lavora con sua moglie su diversi progetti per Baalei Tshuva, non ebrei interessati agli studi ebraici e potenziali conversioni al Giudaismo. Oggi, dedica la maggior parte di tempo e sforzi per l'implementazione di tali attività, organizzate regolarmente in collaborazione con il Centro Shalom dei Paesi Bassi, prevedendo anche giornate di studio su diversi argomenti nell'ambito degli studi ebraici.

### Attività e pubblicazioni
Il professore rabbino Ahron Daum è un prolifico autore e ha scritto su diversi argomenti nell'ambito degli studi ebraici. Nel periodo trascorso in Svizzera scrive costantemente articoli sulla Halacha per il settimanale ebraico svizzero-tedesco "Jüdische Rundschau". In qualità di rabbino capo di Francoforte sul Meno, scrive regolarmente articoli per Die Jüdische Allgemeine e per la rivista bimensile Die Gemeinde. Dal 2010 scriveva una colonna mensile per la rivista Joods Actueel, la pubblicazione ebraica più diffusa in Belgio. In queste colonne, copre l'intero spettro degli studi ebraici e degna di nota è l'amata serie sulla storia del Giudaismo dall'Illuminismo. È autore di due libri: il primo, Halacha aktuell, composto da due volumi e scritto in lingua tedesca, affronta i problemi della Halakhah nonché questioni di interesse attuale, in base a quanto indicato nella letteratura della stessa Halacha e nello specifico nella Responsa. Quest'opera è unica nel proprio genere, in quanto si tratta del primo libro scritto in tedesco nel dopoguerra ad affrontare questioni legate alla Halacha contenute nella letteratura della Responsa. Quest'opera è stata accolta con estremo entusiasmo nel mondo Halacha e ha ricevuto l'approvazione da parte delle relative autorità. Alcuni articoli di questo libro sono stati scritti in ebraico rabbinico e in seguito pubblicati separatamente con il titolo Iyunim b'Halacha. Il suo secondo libro, Die Jüdische Feiertage in Sicht der Tradition (Festival ebraici nel rispetto della tradizione), è un'antologia in due volumi che associa articoli della Halacha, sermoni, osservazioni liturgiche, pensieri omiletici e racconti folcloristici e ironici sulle festività ebraiche e lo Shabbat. Ha lavorato negli ultimi anni su diversi libri in olandese incentrati su vari argomenti, quali la Kabbalah, la storia ebraica, il mondo ebraico contemporaneo, le sue diverse affiliazioni e altri soggetti. È morto ad Anversa il 27 giugno 2018.

## Opere
- Halacha aktuell, Jüdische Religionsgestze und Bräuche im modernen Alltag, Frankfurt am Main, Haag und Herchen Verlag, 1992, 2 Vol., pp. 387, 773
- Iyunim b'Halacha, Frankfurt am Main, Haag und Herchen Verlag, 1992, p. 93
- Die Feiertage Israels, Die jüdischen Feiertage in er Sicht der Tradition, Frankfurt am Main, Herchen Verlag, vol. I, 1993, p. 556, vol. II, 1994, p. 557)
- "Das aschkenasische Rabbinat : Studien über Glaube und Schicksal" (Julius Carlebach) / Die Rolle des Rabbiners in Deutschland heute, Ahron Daum